# جواد عابدی
جواد عابدی (زادهٔ ۱۳۳۳) هنرپیشه، تهیه‌کننده، نویسنده و کارگردان فیلم ایرانی سینما و تلویزیون است.

## زندگی‌نامه
جواد عابدی، زادۀ سال ۱۳۳۳ در تهران است. وی بازی در تئاتر را به صورت غیرحرفه‌ای از سال ۱۳۶۲ تجربه کرد و در سال ۱۳۷۵ بازی در تلویزیون را با هنرنمایی در مجموعهٔ «آقای کنجکاو» آغاز نمود که به مدت دو ماه، هر شب از شبکهٔ تهران پخش می‌شد. سپس به بازی در مجموعه‌های «نوروز ۷۷» (شبکه ۱ و ۲) و «جمعه‌بازار» به کارگردانی مهران مدیری مشغول شد که البته نیمه‌کاره ماند و مهران مدیری از همان ابتدای کار، برنامه را رها کرد و کارگردانی آن را به رامبد جوان سپرد.
وی علاوه بر فعالیت‌های هنری، مدیرمسئول «مؤسسۀ فرهنگی - هنری همای تصویر» نیز هست که خودش آن را در سال ۱۳۷۵ بنیان نهاد.

## فیلم‌شناسی

### سینما
| سال  | نام فیلم        | سمت    | کارگردان                     |
| ---- | --------------- | ------ | ---------------------------- |
| ۱۳۸۷ | سفرخوش          | بازیگر |                              |
| ۱۳۸۷ | کارناوال مرگ    | بازیگر | حبیب‌الله کاسه‌ساز رضا اعظمیان |
| ۱۳۸۶ | استخوونای بابام | بازیگر | سیدمهدی رضازاده فخار         |
| ۱۳۷۸ | عشق شیشه‌ای      | بازیگر | غلامرضا حیدرنژاد             |

### تلویزیون
| سال       | نام مجموعه            | سمت          | کارگردان                          | توضیحات                                           |
| --------- | --------------------- | ------------ | --------------------------------- | ------------------------------------------------- |
| ۱۳۸۸      | پائیزانه              | مجری         | محمدرضا علی‌آبادی محمدتقی علی‌آبادی | صدا و سیمای خراسان مرکز بجنورد                    |
| ۱۳۸۷      | تله‌فیلم «درس عاشقانه» | کارگردان     | جواد عابدی                        |                                                   |
| ۱۳۸۷      | تله‌فیلم «سفر خوش»     | بازیگر       | افشین صادقی                       |                                                   |
| ۱۳۸۶      | افسانه شهر هرت        | بازیگر       | سعید چاری                         |                                                   |
| ۱۳۸۶      | چارخونه               | بازیگر مهمان | سروش صحت                          | در نقش پدر حامد                                   |
| ۱۳۸۴–۱۳۸۵ | آینه                  | بازیگر       | کریم سربخش                        | این برنامه به صورت آیتمی از شبکه یک پخش می‌شد.     |
| ۱۳۸۲      | بانکی‌ها               | بازیگر       | مهدی مظلومی                       | شبکه ۲                                            |
| ۱۳۸۲      | «او مثبت» (+O)        | بازیگر       | علی شاه‌حاتمی                      |                                                   |
| ۱۳۸۰      | قصه‌های آبادی          | بازیگر       | مهدی رضازاده                      | شبکهٔ استانی سیمای خراسان                          |
| ۱۳۸۰      | گروهان ۳              | بازیگر       |                                   |                                                   |
| ۱۳۷۹      | کلید                  | بازیگر       | محمد اوزی                         | اواخر دههٔ ۷۰ از برنامهٔ «سینمای خانواده» پخش می‌شد. |
| ۱۳۷۹      | نود شب                | بازیگر       | مهران مدیری                       | شبکه ۳                                            |
| ۱۳۷۸      | پلاک ۱۴               | بازیگر       | مهران مدیری                       | شبکه ۳                                            |
| ۱۳۷۸      | ببخشید شما            | بازیگر       | مهران مدیری                       | شبکه ۳                                            |
| ۱۳۷۷      | جنگ ۷۷                | بازیگر       | مهران مدیری                       | شبکه ۳                                            |
| ۱۳۷۶      | نوروز ۷۷              | بازیگر       | مهران مدیری                       | در نوروز ۷۷ پخش شد.                               |
| ۱۳۷۵      | آقای کنجکاو           | بازیگر       |                                   | شبکه پنج                                          |

### شبکه خانگی
| سال  | نام                   | کارگردان    | توضیحات                 |
| ---- | --------------------- | ----------- | ----------------------- |
| ۱۳۸۲ | بابا من زن بگیر نیستم | افشین صادقی | پخش در شبکه نمایش خانگی |